# (33210) Johnrobertson
1998 FC70 (asteroide 33210) é um asteroide da cintura principal. Possui uma excentricidade de 0.03843420 e uma inclinação de 6.30638º.
Este asteroide foi descoberto no dia 20 de março de 1998 por LINEAR em Socorro.